# Складаний фотоапарат

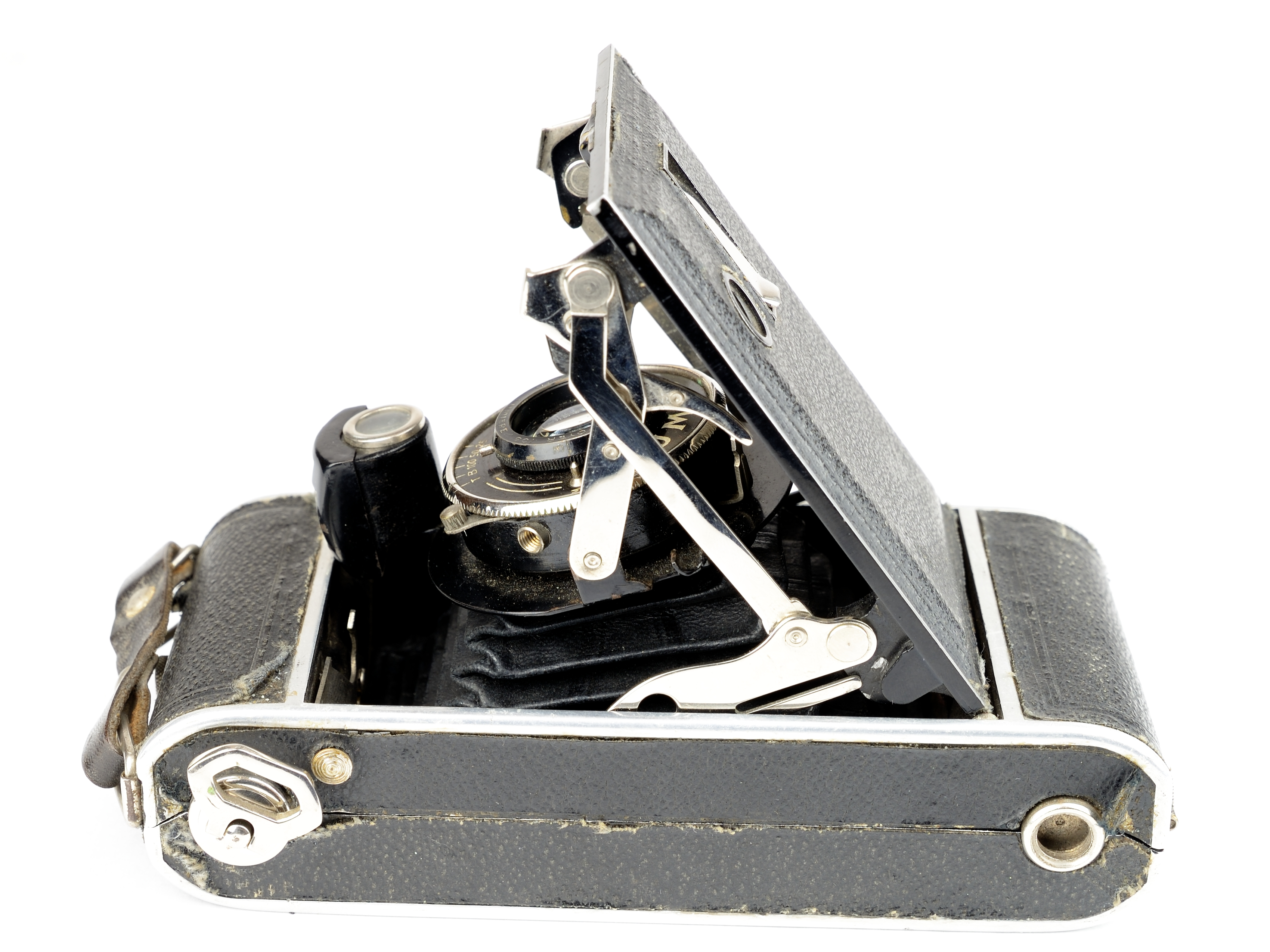
Складаний фотоапарат «Люм'єр»

Склада́ний фотоапара́т — фотоапарат, у якого оправа об'єктива пов'язана з корпусом системою рухомих важелів і фокусувальним міхом. Така конструкція, характерна для середнього і великого форматів, дозволяє зберігати компактність камери в складеному стані, попри великі розміри кадру і фокусну відстань об'єктива. У похідному стані фотоапарат складається і об'єктив разом з міхом забирається в корпус, який закривається відкидною нижньою основою. Для знімання основа відкидається вперед, утворюючи горизонтальну стінку, а об'єктивна дошка або стійка висуваються в робоче положення по напрямних.
Для більшості дорожніх камер характерна інша конструкція: в них складалася задня частина горизонтальної основи після переміщення негативної дошки вперед до упору. При цьому фокусування відбувалося переміщенням касетної частини, а не об'єктива, зберігаючи масштаб зображення сталим.
Різновидом складаного фотоапарата вважається клап-камера (нім. Klappkamera). У цьому типі фотоапаратів об'єктивна дошка висувається вперед системою металевих розпірок, які при складанні переміщуються перпендикулярно до оптичної осі. Головною відмінністю клап-камер від всіх інших складаних фотоапаратів є спосіб фокусування об'єктива, яке здійснюється обертанням його черв'ячної оправи замість переміщення об'єктивної стійки або касетної частини. Взаємне розташування цих двох частин у клап-камерах у розкладеному стані жорстко фіксується. Першу клап-камеру з дерев'яними пластинковими розпірками створено 1874 року. Надалі дерев'яні розпірки поступилися місцем металевим у формі ножиць, які вперше з'явилися 1886 року. Ще одним поширеним типом були клап-камери зі складаними важелями і відкидною кришкою, що закривала об'єктив у складеному стані.
Складані фотоапарати, зокрема аматорські, домінували від кінця XIX століття до середини 1940-х років. Поширення короткофокусної оптики і розвиток малоформатної фотоапаратури жорсткої конструкції, призвело до витіснення складаної апаратури з ринку. Певну роль відіграла популярність двооб'єктивних дзеркальних фотоапаратів середнього формату. Головним недоліком складаних камер вважають нестабільність положення об'єктива через неминучі люфти у важелях механізму. Складний пристрій висування об'єктива здорожує камеру, яка вимагає часу для приведення в робочий стан. У 1970-х складану конструкцію типу клап-камери мали багато фотоапаратів одноступінного процесу через великий розмір кадрового вікна. Об'єктив особливо компактних 35-мм фотоапаратів також складався, наприклад, у німецькому «Minox-35» і його радянському аналогу «Київ-35». У СРСР клап-камери «Іскра» і «Москва» випускали аж до середини 1960-х років.